# Нагата, Кацухико
Кацухико Нагата (яп. 永田克彦; род. 31 октября 1973, Тогане, Тиба) — японский борец греко-римского стиля и боец ММА, представитель средней, полусредней и лёгкой весовых категорий. В 1997—2004 годах находился в составе национальной сборной Японии по борьбе, серебряный призёр летних Олимпийских игр в Сиднее, чемпион Азии, победитель Восточноазиатских игр. В 2005—2011 годах выступал в смешанных единоборствах на профессиональном уровне, известен по участию в турнирах таких бойцовских организаций как К-1, Hero's, Dream, Pancrase и др.

## Биография
Кацухико Нагата родился 31 октября 1973 года в городе Тогане префектуры Тиба, Япония.
Приходится младшим братом известному японскому реслеру Юдзи Нагате, выступавшему в New Japan Pro-Wrestling.

### Борьба
Первого серьёзного успеха в греко-римской борьбе добился в сезоне 1997 года, когда в зачёте лёгкой весовой категории впервые одержал победу на чемпионате Японии и, попав в основной состав японской национальной сборной, побывал на Восточноазиатских играх в Пусане, откуда привёз награду серебряного достоинства. Также в этом сезоне выступил на чемпионате мира во Вроцлаве, где занял итоговое 16 место.
В 1998 году стал седьмым на Азиатских играх в Бангкоке, показал 23 результат на мировом первенстве в Евле.
На чемпионате мира 1999 года в Афинах закрыл тридцатку сильнейших.
В 2000 году одержал победу на чемпионате Азии в Сеуле и благодаря череде удачных выступлений удостоился права защищать честь страны на летних Олимпийских играх в Сиднее. На групповом этапе категории до 69 кг выиграл у представителя Узбекистана Руслана Биктякова, но проиграл американцу Хиту Симсу, затем на стадии полуфиналов благополучно прошёл россиянина Алексея Глушкова. В решающем финальном поединке встретился с кубинцем Филиберто Аскуем и потерпел от него поражение со счётом 11:0, получив серебряную олимпийскую медаль.
После сиднейской Олимпиады Нагата остался в составе борцовской команды Японии на ещё один олимпийский цикл и продолжил принимать участие в крупнейших международных турнирах. Так, в 2001 году он победил на домашних Восточноазиатских играх в Осаке и выступил на мировом первенстве в Патрах, где стал тринадцатым.
Начиная с 2002 года боролся в средней весовой категории, в частности в этом сезоне был пятым на Азиатских играх в Пусане и занял 18 место на чемпионате мира в Москве.
В 2003 году взял бронзу на Мемориале Дейва Шульца в Колорадо-Спрингс, стал десятым на мировом первенстве в Кретее.
Находясь в числе лидеров японской национальной сборной, прошёл отбор на Олимпийские игры 2004 года в Афинах — на сей раз попасть в число призёров не смог, в категории до 74 кг проиграл киргизу Данияру Кобонову и финну Марко Юли-Ханнукселе, расположившись в итоговом протоколе соревнований на 16 позиции.

### Смешанные единоборства
Завершив карьеру в греко-римской борьбе, Нагата решил попробовать себя в смешанных единоборствах и в декабре 2005 года дебютировал на профессиональном уровне, выиграв единогласным решением судей у литовца Ремигиюса Моркявичюса.
В мае 2006 года на турнире Hero's встретился с титулованным дзюдоистом Ёсихиро Акиямой и проиграл ему нокаутом, пропустив во втором раунде точный удар ногой с разворота.
Выиграв два последующих поединка, затем в рамках четвертьфинала гран-при Hero’s по очкам уступил Каолу Уно.
С 2008 года сотрудничал с крупной японской организацией Dream, в числе прочих встречался здесь с такими известными бойцами как Синъя Аоки, Наоюки Котани, Витор Рибейру (всем троим проиграл досрочно).
Впоследствии продолжал выступать на менее крупных турнирах, таких как Pancrase и Cage Force, вплоть до 2011 года.

## Статистика в профессиональном ММА
| Боёв 16  | Побед 6 | Поражений 7 |
| -------- | ------- | ----------- |
| Нокаутом | 1       | 3           |
| Сдачей   | 0       | 2           |
| Решением | 5       | 2           |
| Ничьи    | 3       | 3           |

| Результат | Рекорд | Соперник            | Способ                      | Турнир                       | Дата            | Раунд | Время | Место               | Примечание                                        |
| --------- | ------ | ------------------- | --------------------------- | ---------------------------- | --------------- | ----- | ----- | ------------------- | ------------------------------------------------- |
| Ничья     | 6-7-3  | Кодзи Оиси          | Единогласное решение        | Pancrase: Impressive Tour 13 | 3 декабря 2011  | 3     | 5:00  | Токио, Япония       |                                                   |
| Ничья     | 6-7-2  | Кодзи Оиси          | Ничья                       | Pancrase: Passion Tour 11    | 5 декабря 2010  | 2     | 5:00  | Токио, Япония       |                                                   |
| Поражение | 6-7-1  | Кацуя Иноуэ         | Единогласное решение        | GCM — Cage Force 17          | 19 июня 2010    | 3     | 5:00  | Токио, Япония       |                                                   |
| Победа    | 6-6-1  | Кодзи Андзё         | Решение большинства         | GCM — Cage Force 15          | 11 февраля 2010 | 3     | 5:00  | Токио, Япония       |                                                   |
| Победа    | 5-6-1  | Дайсукэ Хосино      | Единогласное решение        | GCM — Cage Force 13          | 24 октября 2009 | 3     | 5:00  | Токио, Япония       |                                                   |
| Поражение | 4-6-1  | Куниёси Хиронака    | TKO (удары руками)          | GCM — Cage Force 11          | 27 июня 2009    | 1     | 3:41  | Токио, Япония       |                                                   |
| Поражение | 4-5-1  | Витор Рибейру       | TKO (рассечение)            | Dream 8                      | 5 апреля 2009   | 1     | 7:58  | Нагоя, Япония       |                                                   |
| Ничья     | 4-4-1  | Ясунори Канэхара    | Ничья                       | GCM — Cage Force EX          | 28 февраля 2009 | 3     | 5:00  | Токородзава, Япония |                                                   |
| Поражение | 4-4    | Наоюки Котани       | Сдача (скручивание пятки)   | ZST.18: Sixth Anniversary    | 23 ноября 2008  | 2     | 4:38  | Токио, Япония       |                                                   |
| Поражение | 4-3    | Синъя Аоки          | Сдача (гогоплата)           | Dream 4                      | 15 июня 2008    | 1     | 5:12  | Иокогама, Япония    |                                                   |
| Победа    | 4-2    | Артур Умаханов      | Единогласное решение        | Dream 1                      | 15 марта 2008   | 2     | 5:00  | Сайтама, Япония     |                                                   |
| Поражение | 3-2    | Каол Уно            | Единогласное решение        | Hero’s 9                     | 16 июля 2007    | 3     | 5:00  | Иокогама, Япония    | Четвертьфинал гран-при Hero’s 2007 в лёгком весе. |
| Победа    | 3-1    | Исайя Хилл          | Раздельное решение          | Dynamite!! USA               | 2 июня 2007     | 3     | 5:00  | Лос-Анджелес, США   |                                                   |
| Победа    | 2-1    | Сюитиро Кацумура    | TKO (удары руками)          | K-1 Premium 2006 Dynamite!!  | 31 декабря 2006 | 1     | 4:12  | Осака, Япония       |                                                   |
| Поражение | 1-1    | Ёсихиро Акияма      | KO (удар ногой с разворота) | Hero’s 5                     | 3 мая 2006      | 2     | 2:25  | Токио, Япония       |                                                   |
| Победа    | 1-0    | Ремигиюс Моркявичюс | Единогласное решение        | K-1 Premium 2005 Dynamite!!  | 31 декабря 2005 | 2     | 5:00  | Осака, Япония       |                                                   |